# Салевич Іван Миколайович
Іван Миколайович Салевич (нар. 6 серпня 1960, Виноградне) — український скульптор і графік; член Спілки радянських художників України з 1990 року (у 2009—2013 роках голова її Чернівецької обласної організації). Заслужений художник України з 2015 року.

## Біографія
Народився 6 серпня 1960 року в селі Виноградному (нині Чортківський район Тернопільської області, Україна). Протягом 1975—1981 років навчався на відділенні художньої обробки металу у Вижницькому училищі прикладного мистецтва; у 1982—1987 роках — на факультеті монументального та декоративно-прикладного мистецтва Московського вищого художньо-промислового училища, був учнем Віктора Губка, Костянтина Аксьонова, Володимира Данилова.
З 1987 року — у Чернівцях. У 2002—2004 роках обіймав посаду асистента кафедри педагогіки та методики початкового навчання в Чернівецькому національному університеті імені Юрія Федьковича. Мешкає у Чернівцях в будинку на вулиці Алма-Атинській, № 13.

## Творчість
Працює в галузях станкової (твори виконує у металопластиці, кераміці, бронзі, дереві) і монументальної скульптури, станкової графіки (у техніках: монотипній, пастелі, акварелі) та олійного живопису, створює інсталяції. Серед робіт:
станкова скульптура
- «Горе» (1988, шамот, солі, h — 80; Чернівецький художній музей);
- «Двоє на вітрах» (1988, шамот, поливи, h — 33);
- «Народження Венери» (1988, шамот, ангоби, h — 70);
- «Острови мого дитинства» (1988, шамот, поливи, h — 14; 22; 5);
- «Пам'яті Володимира Івасюка» (1988, шамот, солі, поливи, h — 75);
- «Першоджерело» (1988, шамот, ангоби, h — 50);
- «Подолянка» (1988, шамот, ангоби, h — 48);
- «Ріка» (1988, шамот, поливи, h — 12);
- «Юність» (1988, шамот, поливи, h — 28);
- «Кобзар України» (1989, гіпс, розпис, h — 115);
- «Агресивний об'єкт „Скорпіон“» (1991, залізо, скло, поліхромія, h — 100);
- «Єва» (1991, шамот, поливи, h — 71);
- «Ікар» (1991, залізо, латунь, 4x220x150);
- «Метаморфози» (1991, гіпс, розпис, h — 85);
- «Пустельник» (1991, шамот, латунь, h — 70);
- «Каплиця жалоби» (1991, залізо, зварювання, h — 115);
- «Єгипетські ремінісценції» (1993, шамот, поливи, h — 55);
- «Реквієм за Олександром» (1993, дерево, різьба, левкас, розпис, позолота, h — 80);
- «Закована муза» (1994, дерево, тонування, шамот, h — 80);
- «Юна Ніка» (1996, шамот, h — 80);
- «Велика породілля» (1997, шамот, h — 80);
- «Весна» (1997, кераміка, h — 10);
- «Купальниці» (1997, кераміка, h — 9);
- «Муза спочиває на крилах» (1997, кераміка, h — 18);
- «Вічне древо» (1998, шамот, h — 45);
- «Деметра» (1998, теракота, h — 30);
- «Дівчина з косою» (1998, шамот, h — 30);
- «Майже похована святиня» (1998, залізо, граніт, позолота, h — 85);
- «Купальниця» (1999, дуб, різьба, h — 84);
- «Вертикаль нашого духу» (2000, дуб, левкас, розпис, h — 180);
- «Вона» (2000, гіпс, тонування, h — 50);
- «Грація з косами І» (2000, шамот, поливи, h — 15);
- «Грація з косами II» (2000, шамот, поливи, h — 30);
- «Грація з косами ІІІ» (2000, шамот, поливи, h — 30);
- «Жінка-древо» (2000, шамот, поливи, h — 80);
- «Жінка-плід» (2000, шамот, поливи, h — 65);
- «Муза похилена» (2000, шамот, h — 45);
- «Скіфська мадонна» (2000, теракота, h — 18);
- «Степова співачка» (2000, теракота, поливи, h — 48);
- «Танець купальської ночі» (2000, акація, різьба, тонування, бронза, h — 63);
- «Торс „Напруженість“» (2000, шамот, поливи, h — 80);
- «Грація» (2001, кована мідь, дерево, тонування, h — 54);
- «Дуалістична вертикаль» (2001, акація, різьба, тонування, мідь, h — 92);
- «Богиня ночі» (2004, акація, різьба, тонування, кована мідь, h — 100);
- «Каріатида сонця» (2004, акація, різьба, тонування, мідь, h — 80);
- «Латаття» (2004, дерево, точіння, кована мідь, h — 70; 140; 250);
- «Намисто для богині» (2005, мідь, гематит, дерево, точіння, тонування, h — 68);
- «Даная» (2007, (пісковик), h — 55);
- «Торс у фольк-модерному стилі» (2008, дерево, бісер, h-100);
- «Гніздечко» (2009, дерево, левкас, розпис, h — 200);
- «Скіфія» (2010, ракушняк, h — 50);
- «Торс пелюстка» (2010, кована мідь, мармур, h — 45);
- «За античним мотивом» (2010, вапняк, h-35);

інсталяції
- «Ситуація» (1991, базальт, виделки, 40x200x200);
- «Квітка нашого кохання» (2008, горщик, вазон, пустушки, h-40);
- триптих «Символи України»: «Наше сонце», «Наше поле», «Наш скарб» (2001, метал, вила, борона, писанки, хустка, пшениця, решето);
- «Німий оркестр» (2010, базальт, мундштуки, залізо);

монументальна скульптура
- Посвята Опішному (2000, кераміка; Національний музей-заповідник українського гончарства в Опішному);
- Святе сімейство (2000, кераміка, поливи, метал; Національний музей-заповідник українського гончарства в Опішному);
- Повернення (2008, вапняк);
пам'ятники
- борцям за волю України у селі Черешеньці Чернівецької області (1989, виколотка в міді по бетону);
- поетові Паулю Целану у Чернівцях (1992, бронза, граніт);
- героям Буковинського куреня у Чернівцях (1995, бронза, граніт);
- надгробок Назарія Яремчука у Чернівцях (1998, бронза, граніт);
- оперній співачці Лідії Липковській у селі Бабині Чернівецької області (2009, бронза, граніт).
меморіальні дошки у Чернівцях
- байкареві Еліезеру Штейнбаргу (1988, алюміній, лиття);
- народному артистові УРСР Борису Боріну (1990, штучний камінь);
- композиторові Богдану Крижанівському (1990, алюміній, лиття);
- поетові Паулю Целану (1992, бронза);
- композиторові Володимиру Івасюку (2009, бронза, граніт).

живопис
- «Сонце над Черемошем» (1980);
- «Вечірній спокій» (2000);
- «Межиброди» (2000);
- «Смерекова гора» (2000);
- «Сонце за горою» (2000);
- «Рибалки на затоці» (2001);
- «Етюд» (2002);
- «Пора осені» (2002);
- «Світило над Сивашем» (2002);
- «Весна на Цецино» (2003);
- «Золото Карпат» (2003);
- «Кіммерійські дуби» (2003; Будинок-музей Максиміліана Волошина)
- «Коктебельське узбережжя» (2003)
- «Літнє надвечір'я» (2003)
- «Над ставком» (2003);
- «Осокори під Сюру Кайя» (2003)
- «Сірий день над Карадагом» (2003);
- «Спекотний день над Карадагом» (2003);
- «Тепло карадазького сонця» (2003);
- «Драма світла над Карадагом» (2003);
- «Трепет хвиль» (2003);
- «Феєрія світла» (2003);
- «Хмари); гори і море» (2003);
- «Холод карпатської осені» (2003);
- «Бірюзовий Черемош» (2004);
- «В горах дощі» (2004);
- «Вечірнє сонце»
- «Вранішня благодать» (2004);
- «Дворик» (2004);
- «Дорога до храму» (2004);
- «Дубовий гай» (2004);
- «Забутий костьол» (2004);
- «Карпатські контрасти» (2004);
- «Надполями» (2004);
- «Надвечірній спокій» (2004);
- «Полудень» (2004);
- «Світло вечірнього сонця» (2004);
- «Скелі над Черемошем» (2004);
- «Хата під сонцем» (2004);
- «Храм над Черемошем» (2004);
- «Весна в горах» (2005);
- «Після весняних дощів» (2005);
- «Після весняного дощу» (2005).

Учасник всеукраїнських, всесоюзних та міжнародних виставок з 1986 року. Персональні:
- 1988 — Виставка «Триптих»: Геннадій Горбатий, Іван Салевич, Михайло Єлисоветій (Чернівці);
- 2004 — Виставка скульптури (Кам'янець-Подільський);
- 2005 — Виставка скульптури та графіки (Музей-майстерня Івана Кавалерідзе, Київ);
- 2009 — Виставка «Бо твоя врода…» (Меморіальний музей Володимира Івасюка, Чернівці)
- 2010 — Виставка до 50-літнього ювілею (Чернівці, центр культури «Вернісаж»);
- 2012 — Виставка у музеї Василя Касіяна (Музей культури і книги Покуття, Снятин);
- 2015 — Виставка скульптури, графіки, живопису в галереї КУМФу (Торонто, Канада)
- 2015 — Виставка скульптури (Заліщики).